# Мийники автомобілів (фільм)
«Мийники автомобілів» — художній фільм режисера Володимира Тихого знятий в Україні.
Міжнародна прем'єра фільму відбулася 8 липня 2001 року на Кінофестивалі у Карлових Варах 2001 у позаконкурсній секції East of the West.

## Синопсис
Фільм розповідає про життя-буття вуличної «бригади» київських тинейджерів, що заробляє наведенням лиску на чужі іномарки. Група ворогує з іншими бригадами, бореться за території, потрапляє в колотнечі з дорослими бандитами й розвалюється від внутрішніх сперечань.

## У ролях
- Володимир Босовський - мийник
- Катерина Пурцеладзе - мийник
- Денис Катьолкін - мийник
- Орест Денисенко - мийник
- Олександр Дементьєв - мийник
- Олександр Круїй - мийник
- Олександра Нефьодова — Аня
- Лариса Руснак — Мама Ані
- Давид Бабаєв — Тато Ані
- Антон Мухарський — Ілля
- Кирило Бін — Шурок
- Сергій Танський — Кадик
- Павло Шилько - голос за кадром DJ Паша

А також Юлія Волчкова, В. Баша, О. Безсмертний, О. Беліна, О. Вишневський, А. Грошовий, Віктор Крисько, Інна Мирошниченко, Дмитро Наливайчук, І Стежка, Н. Роскокоха, І. Тихомиров, В. Харитонов, Маша Федотова — Одноока, В. Астахов, Геннадій Болотов, А. Волошина, В. Коляда, В. Ілляшенко, Н. Надирадзе, І. Терещенко, Євген Шах, В. Щуревська, Г. Соловей, О. Ярема та інші.

## Творча команда
- Режисер: Володимир Тихий
- Продюсер: Дмитро Колєсніков
- Сценарист: Володимир Тихий
- Оператор: Василь Бородін
- Художник: Роман Адамович
- Звукорежисер: Богдан Міхневич

## Виробництво
У 1999 році фільм отримав грант  від тодішнього Президента України Леоніда Кучми розміром у 400 тис. гривень. Знімальний період тривав рік й проходив у Києві у 1999 та 2000 роках.

## Реліз
Міжнародна прем'єра фільму відбулася 8 липня 2001 року на Кінофестивалі у Карлових Варах 2001 у позаконкурсній секції East of the West.
Згодом фільм також було вперше представлено в конкурсній програмі російського кінофестивалю «Кіношок 2001» у вересні 2001 року, в конкурсній програмі українського кінофестивалю «Молодість 2002» у жовтні 2001 року та в конкурсній програмі білоруського кінофестивалю «Лістапад 2001» у листопаді 2001 року.

## Нагороди
Фільм отримав наступні нагороди:
- 2001: Приз «Найкраща жіноча роль», МКФ «Синій птах», Київ, Україна
- 2001: Дві премії «Майбутньої України», Всеукраїнська акція «Місто дітей», Київ, Україна

## Відгуки кінокритиків
Фільм отримав помірковано позитивні відгуки від кінокритиків.